# Liam Nasavský
Princ Liam Nasavský také Liam Henri Hartmut (* 28. listopadu 2016, Ženeva) je nejmladší dítě prince Félixe a princezny Claire Lucemburské. V současné době je na šestém místě v řadě následnictví, za svým strýcem z otcovy strany dědičným velkovévodou Guillaumem a jeho syny Karlem a Františkem, jeho otcem a sestrou, princeznou Amalií. Za ním je jeho mladší bratr Balthazar Nasavský.

## Životopis
Narodil se 28. listopadu 2016 v 3:59 ráno v Beaulieu General Clinic v Ženevě. Je třetím vnukem a čtvrtým vnoučetem Jindřicha Lucemburského a velkovévodkyně Marie Teresy. Jeho narození a jména byla oznámena v tiskové zprávě dne 6. prosince 2016. Félix a Claire vzdali hold svým otcům, velkovévodovi Jindřichovi a Hartmutovi Lademacherovi, prostředními jmény jejich syna. Liam je irská krátká forma Uilliama, derivátu Williama, Wilhelma (Willahelma) a Guillauma. Jelikož strýc i prastrýc prince Liama mají jméno Guilluame, předpokládá se, že Liam je rozumný způsob, jak nevytvářet příliš mnoho zmatků. Princ Liam Nasavský byl pokřtěn 22. dubna 2017 v bazilice svatého Petra ve Vatikánu, během mše, kterou koncelebroval reverend Dr. George Woodall a monsignor Camille Perl.
Jeho kmotři jsou:
- Sébastien Lucemburský, jeho strýc z otcovy strany
- Anna-Maria Pamin, jedna ze svědků na svatbě Liamových rodičů

## Tituly a oslovení
- 28. listopadu 2016 – současnost: Jeho královská výsost princ Liam Nasavský, princ z Bourbon-Parmy

V souladu s výnosem ze dne 21. září 1995 získal titul prince nasavského a oslovení Jeho královská Výsost.